# Consolă de jocuri
O consolă de jocuri este un sistem dedicat jocurilor video, ce reprezintă de fapt un calculator interactiv pentru entertainment. Termenul este folosit pentru a face diferența între un sistem dedicat exclusiv jocurilor , un computer personal (care are o mulțime de alte funcții implementate) sau sistemele pentru jocuri arcade care sunt folosite in scopuri comerciale de către firme care le cumpără iar mai apoi percep taxa pentru ca cineva să se poată juca. 
Datorită faptului că îi lipsește un ecran propriu care afișeze imagini, un televizor sau un monitor de computer este de obicei folosit în schimb.

## Folosirea termenului
Termenul "video" (consolă de jocuri video) se referea de obicei la un dispozitiv de afișare raster, dar acum odată cu folosirea intensivă a formulării: "joc video", expresia se poate referi la toate dispozitivele de afișare. 
Termenul "consolă" este întâlnit în manualele de utilizare a majorității vechilor sisteme de jocuri video. Cu toate acestea, folosirea lui nu este sinonimă cu "sistem de jocuri video", ci se referă la o parte specifică a sistemului. Atari 2600, NES și alte console din acele timpuri se numeau "sisteme de jocuri video".
Prima companie ce a folosit expresia „consolă” ca referire la un sistem de jocuri video a fost Fairchild cu Video Entertainment System (VES) în 1976.

## Elementele unei console de jocuri
Controller cu ajutorul acestora utilizatorul poate introduce date sau interacționa cu obiectele de pe ecran
Sursă de energie: o sursă de energie transformă curentul alternativ 100-240 V într-un curent de voltajul necesar consolei.
Consolă/Unitatea: Unitatea este carcasa unde se conectează televizorul, controllere și jocul video. De obicei conține un Procesor, RAM, și un coprocesor pentru audio-video.

## Istoric
Istoria până în prezent a acestor sisteme dedicate jocurilor cuprinde nu mai puțin de opt generații începând cu anii ’70.

## Prima generație
Cu toate că prima generație de jocuri pe calculator a apărut în anii ’50 a fost necesar să treacă două decenii până când, în 1972 Magnavox a realizat prima consolă de jocuri video pentru acasă (home video game console), numită Magnavox Odyssey. Odyssey a avut un succes moderat iar până ce nu a fost popularizată consola PONG pentru jocurile arcade a celor de la Atari publicul larg nu a început să cunoască cu adevărat industria care urma să apară. Începând cu 1975 Magnavox înclinându-se în fața popularității de care se bucură PONG a încetat dezvoltarea Odyssey-ei, începând producția unei noi serii denumită Odyssey 100, urmată imediat de către răspunsul celor de la Anju care au produs Sers deschizând astfel în rândul consumatorilor apetitul pentru astfel de produse.

### Criza de pe piata consolelor de jocuri video din 1977
VCS a continuat sa producă profit chiar și după criza din 1977 iar Bally (cu al lor Bally Astrocade Home Library Computer din 1977) cât și Magnavox (cu Odyssey 2 din 1978) au vîndut propriile console programabile bazate pe casete. Oricum industria consolelor pentru jocuri video nu a fost revitalizată până ce Atari nu a reușit lovitura cu al său Space Invaders în 1980. Mulți consumatori au cumpărat o consolă Atari doar pentru Space Invaders, care în curând a devenit un trend al producătorilor de console pentru jocuri atât pentru titlurile din seriile arcade cât și pentru spoturile consolelor de jocuri susținând nevoia unei experiențe arcade acasă.
La începutul anilor 1980 multe alte companii au început sa producă console pentru jocurile video pe cont propriu, unele dintre ele fiind din punct de vedere tehnic cu mult superioare consolei Atari 2600. Cu toate acestea Atari continuă să domine piața consolelor de jocuri la începutul anilor ’80.

## A doua generație
A doua generație de console pentru jocuri video cuprinde consola Fairchild VES (Video Entertainment System) produsă începând cu anul 1976. Chiar dacă existau versiuni anterioare de console video care foloseau casete, acestea nu conțineau nicio informație funcționând atât ca întrerupătoare ori, altfel, întreaga consolă fiind goală iar caseta conținea toate componentele jocului. VES cu toate că avea microprocesoare programabile, casetele erau folosite ca chip ROM pentru a stoca instrucțiuni ale microprocesorului.
RCA și Atari și-au lansat imediat propriile sale console bazate pe casete. 

### Criza de pe piața consolelor de jocuri video din 1983
Începând cu anul 1983 a avut loc o a doua criză pe această piață a jocurilor video. Intrarea pe piață a unor firme mai mici, cu produse de slabă calitate și proiectul E.T al celor de la Atari (făcut în doar șase săptămâni), ai cărei programatori nemulțumiți plecaseră pentru a forma mai târziu compania Activision să nu se bucure de succes, făcând ca atenția multor consumatori și distribuitori să se îndrepte și în alte direcții, abandonându-și propriile console de jocuri video. Mattel Electronics și-a vândut drepturile asupra sistemului Intellvision corporației INTV care a continuat să producă consolele și să dezvolte noi jocuri pentru Intellivision pâna în 1991. Toate celelalte console de jocuri nord americane au fost scoase de pe piață începând cu 1984.
Astăzi cei mai cunoscuți producători de console de jocuri sunt Nintendo, Sony și Microsoft. Companii precum Sega și Atari au făcut console anterior, dar acum au oprit producția.

## A treia generație
După criza jocurilor video din 1983, compania japoneză Nintendo intră pe piață cu Nintendo Entertainment System, care avea să fie cea mai bine vândută consolă în Statele Unite până la apariția lui PlayStation. Un rol important în vânzarea consolei a avut-o și jocul Super Mario Bros., personajul Mario devenind mascota companiei și unul dintre personajele industriei care apare în mai multe jocuri. Pentru a se asigura că nu vor mai fi lansate jocuri multe și de proastă calitate, care au dus la prăbușirea celei de-a doua generații, Nintendo restricționa dezvoltatorii, permițându-le să lanseze doar trei jocuri pe an și interzicându-le să mai lanseze jocuri pentru alte console. Această practică a asigurat dominarea pieții, lucru considerat ilegal în următoarele generații. Consola rivală, Master System, are un mare succes în Brazilia, datorită legilor restrictive impuse în ceea ce privește importurile și pirateriei, unde s-au vândut peste 5 milioane de unități și în Europa de Vest (6,8 milioane). Nu reușește să concureze cu Nintendo în SUA și Japonia datorită politicilor impuse de aceștia. Jack Tramiel de la Commodore încearcă să resusciteze Atari cu Atari 7800,, compatibil cu jocurile de pe Atari 2600, reușind doar să o scoată din faliment.
Pentru mai multe detalii, vezi Joc video#A patra generație (1989-1996).

## Console din zilele noastre
- Sony: PlayStation 4 și PlayStation 5
- Microsoft: Xbox X si Xbox S
- Nintendo: Nintendo Switch

## Cronologie
Notă: Aceasta este o variantă scurtă a istoriei consolelor de jocuri video în America de Nord.
Notă: Aceasta este o variantă scurtă a istoriei consolelor de jocuri video în Japonia.
Notă: Aceasta este o variantă scurtă a istoriei consolelor de jocuri video în Europa.
Unele console sunt omise, pentru o listă detaliată vedeți: Lista consolelor de jocuri video

## Cărți
- Forster, Winnie (2005). The Encyclopedia of Game Machines - Consoles, handheld & home computers 1972-2005. Gameplan. ISBN 3-00-015359-4. Arhivat din original la 12 mai 2008. Accesat în 21 aprilie 2007.